# Alexander's Feast

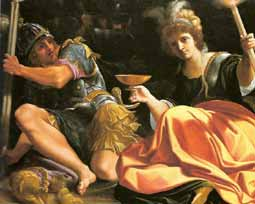
Obra que retrata la Oda de Georg Friedrich Händel

Alexander's Feast (HWV 75) es una oda con música de Georg Friedrich Händel y libreto de Newburgh Hamilton.  Hamilton adaptó su libreto de la oda de John Dryden's Alexander's Feast, or the Power of Music ("La fiesta de Alejandro, o El poder de la música", 1697) que escribió para celebrar el día de Santa Cecilia. Jeremiah Clarke (cuya partitura está ahora perdida) también puso música a la misma oda original.
Händel compuso la música en enero de 1736, y la obra se estrenó en el Covent Garden Theatre, Londres, el 19 de febrero de 1736. En su forma original contenía tres conciertos: un concierto en si bemol mayor en tres movimientos para "Arpa, laúd, liricordio y otros instrumentos" HWV 294 para interpretar tras el recitativo Timotheus, plac'd on high en la Parte I; un concerto grosso en do mayor en cuatro movimientos para oboes, fagot y cuerdas, hoy conocido como el "Concierto de Alexander's Feast" HWV 318, interpretado entre las partes I y II; y un concierto para órgano HWV 289 en sol menor y mayor en cuatro movimientos para órgano de cámara, oboes, fagot y cuerdas, interpretado tras el coro Let old Timotheus yield the prize en la Parte II. El concierto de órgano y el de arpa fueron publicados en 1738 por John Walsh como el primero y el último de los Conciertos de órgano de Händel, Op.4. Händel revisó la música para interpretaciones en 1739, 1742 y 1751.  Donald Burrows ha analizado las revisiones de Händel de la partitura.
La obra describe un banquete celebrado por Alejandro Magno y su amante Tais en la ciudad persa de Persépolis, durante el cual el músico Timoteo canta y toca su lira, suscitando diversos estados de ánimo en Alejandro hasta que finalmente se ve incitado a quemar la ciudad en venganza por sus soldados griegos muertos. 
La pieza tuvo gran éxito y animó a Händel a hacer la transición de las óperas italianas a las obras corales en inglés. Los solistas del estreno fueron las sopranos Anna Maria Strada y Cecilia Young, el tenor John Beard, y un bajo llamado Erard (nombre de pila desconocido).

## E-book
- Partitura (enlace roto disponible en Internet Archive; véase el historial, la primera versión y la última). de Alexander's Feast (ed. Friedrich Chrysander, Leipzig 1861)